# ناحية غندورة
مدينة الغندورة تقع في ريف حلب الشمالي بلغ تعداد سكان ناحية الغندورة نسمة حسب التعداد السكاني عام 2014 100400 نسمة. تقع الغندورة بين جرابلس والراعي يوجد 100 قرية تتبع إداريا لناحية الغندورة  
حيث يمر نهر الساجور من ناحية الغندورة وايضا يوجد سد الساجور .تشتهر الغندورة بالزراعة وايضا يوجد زيتون وفستق حلبي بكثرة فيها

## بلدات وقرى ناحية الغندورة في ريف حلب الشمالي
قبة التركمان، عرب عزة، مرتفع كبير، نبغة كبيرة، قنطرة كبيرة، بيليس، الفرسان، غنمة، الغندورة,القاهرة‘‘‘,رأس الجوز، الغسانية، حجر الأبيض، حفيرة، الحميرة، جب الدم، الكلية، ليلوة، عرب حسن صغير، القاضي، قبة التركمان، الصابونية، الشهيد، الشعيب، شعينة، السويدة، تل أغبر، تل علي، تل الحجر، الظاهرية، المدللة،، ثلجة شرقية.